# Leonard Sandberg

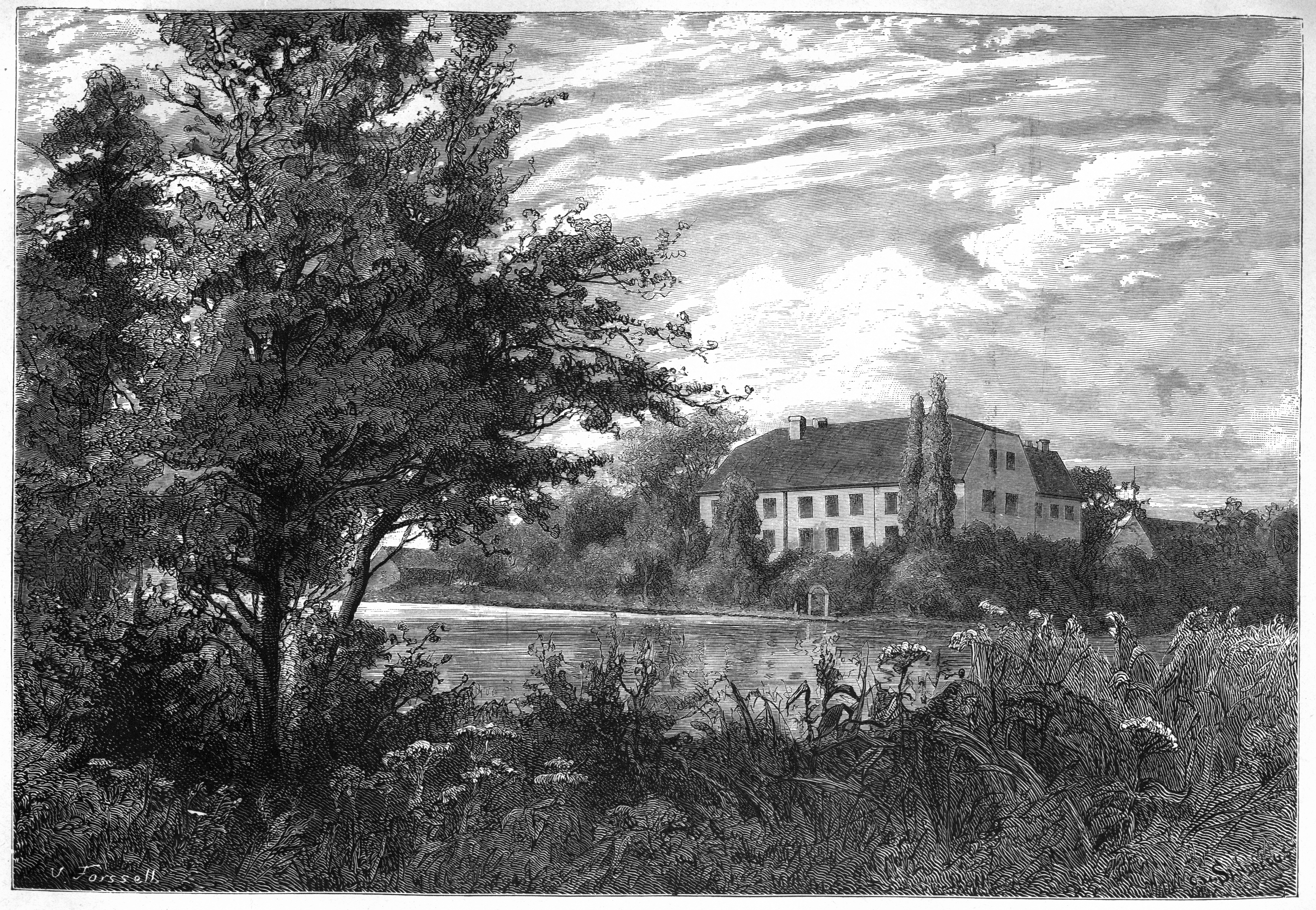
Vallens slott. Xylografi utförd av Carl Leonard Sandberg efter ett verk av Victor Forssell. Publicerad 1877.

Carl Leonard (Leonhard) Sandberg, född 26 september 1839 i Stockholm, död omkring 1885 i Paris, var en svensk xylograf och tecknare.
Han var från 1867 gift med Helga Nathalie Boesen. Sandberg studerade vid Konstakademien i Stockholm 1859–1862. Han vistades större delen av 1860-talet tidvis i Köpenhamn och Paris. Han reste från Paris till Köpenhamn 1870 med avsikten att bosätta sig i Köpenhamn men efter en kort tid återvände han till Paris och vistades där fram till sin död. Han var representerad vid Parisutställningen 1878 och han medverkade med åtskilliga gravyrer i trä på Konstakademiens utställningar i Stockholm. För Sverige tecknade och xylograferade han illustrationer för tidningarna Fäderneslandet och Trissan samt xylograferade Carl Larssons teckningar till HC Andersens sagor samt Carl Gustaf Hellqvists illustrationer för Johan Olof Wallins Dödens ängel. I Danmark utförde han ett stort antal porträtt varav ett tiotal ingår i Statens Museum for Kunsts Kobberstiksamling samt illustrationer för Illustreret Tidende. Dessutom utförde han xylografier av andra konstnärers oljemålningar.